# 拉雷納加
12°40′28″N 86°34′15″W / 12.67444°N 86.57083°W

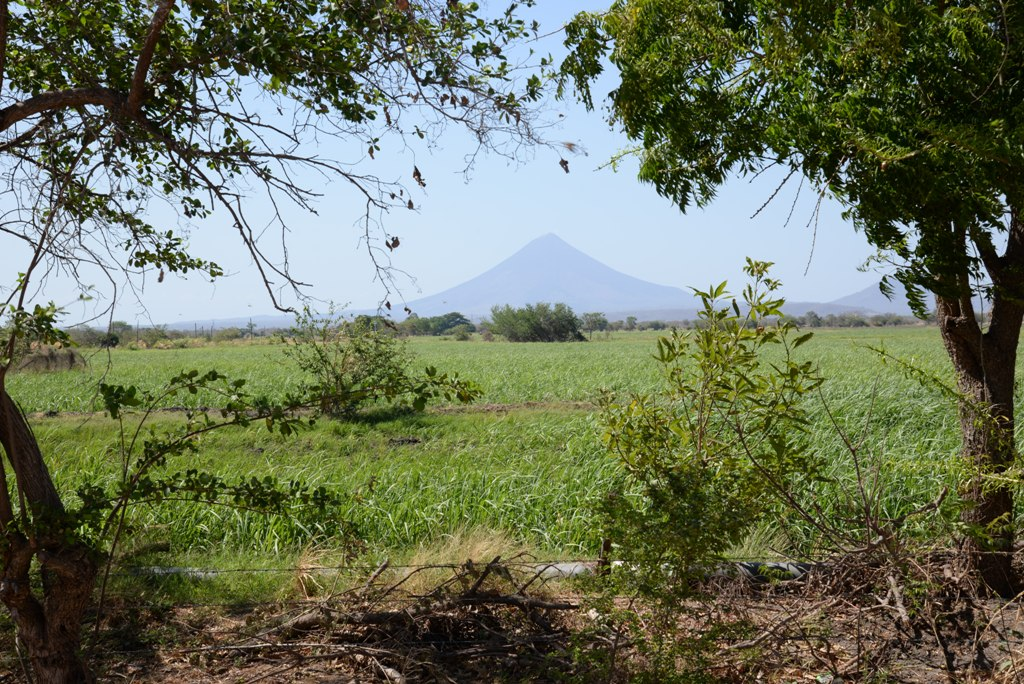
拉雷納加

拉雷納加（西班牙語：Larreynaga），是尼加拉瓜的城鎮，位於該國西部，由萊昂省負責管轄，始建於1939年，面積780平方公里，海拔高度96米，2005年人口27,898，人口密度每平方公里35.77人。